# Єлань-Коліно
Єлань-Коліно (рос. Елань-Колено) — село у Новохоперському районі Воронезької області Російської Федерації.
Населення становить 4689 осіб (2010). Входить до складу муніципального утворення Коленовське сільське поселення.

## Історія
Населений пункт розташований у історичному регіоні Чорнозем'я. 
За даними на 1859 рік у державному селі Новохоперського повіту Воронізької губернії мешкало 4162 особи (2011 чоловіків та 2151 жінка), налічувалось 460 дворових господарств, діяла православна церква, поштова станція, відбувалось 4 ярмарки на рік.
Станом на 1886 рік у селі, центрі Єланської волості Новохоперського повіту, населення становило 5668 осіб, налічувалось 873 двори, діяли православна церква, поштова станція, 10 лавок, 2 постоялих двори, відбувалось 3 ярмарки на рік.
За переписом 1897 року кількість мешканців зросла до 7592 осіб (3733 чоловічої статі та 3859 — жіночої), з яких 7589 — православної віри.
За даними на 1900 рік населення зросло до 7439 осіб (3718 чоловічої статі та 721 — жіночої), налічувалось 1060 дворових господарств, діяли православна церква, земська і церковно-парафіяльна школа, 2 маслобійних і 4 цегельних заводи, паровий млин, 21 вітряний млин, 5 крупорушок, 6 кузень, трактир, 12 дріб'язкових та 2 винні лавки, існувало 9 суспільних будівель.
Від 1928 року належить до Новохоперського району, спочатку в складі Центрально-Чорноземної області, а від 1934 року — Воронезької області.
Згідно із законом від 15 жовтня 2004 року входить до складу муніципального утворення Коленовське сільське поселення.

## Населення
| 1959 | 1979  | 2002  | 2010  |
| ---- | ----- | ----- | ----- |
| 5258 | ↗5353 | ↘5344 | ↘4689 |